# Krefeld
Krefeld é uma cidade independente (kreisfreie Stadt) da Alemanha localizada na região administrativa de Düsseldorf, estado de Renânia do Norte-Vestfália.
Era conhecida como Gelduba no período romano.

## Esporte
Krefeld é a sede do clube de futebol KFC Uerdingen 05 (Uerdingen é um bairro de Krefeld).

## Cidadãos notórios
- Werner Voss (1897 - 1917), aviador da primeira guerra mundial
- Max August Zorn (1906 — 1993), matemático
- João Bloem - militar e engenheiro alemão
- Carlos Abrão Bresser (1804 - 1856), engenheiro e major do exército
- Joseph Beuys (1921 — 1986), artista
- Rudi Dornbusch (1942 — 2002), economista